# Estelí (miasto)
Estelí – miasto w północno-zachodniej Nikaragui, położone w górzystej części kraju, w dolnie rzeki Estelí (dopływ Coco). Współrzędne geograficzne: 13°06′N 86°22′W/13,100000 -86,366667. Ośrodek administracyjny departamentu Estelí. Ludność: 99 tys. (2010).
W mieście rozwinął się przemysł skórzany, drzewny oraz rzemieślniczy.

## Miasta partnerskie
- Bielefeld, Niemcy
- Delft, Holandia
- Évry, Francja
- La Habra, Stany Zjednoczone
- Linköping, Szwecja
- Sant Feliu de Llobregat, Hiszpania
- Sheffield, Wielka Brytania
- Stavanger, Norwegia
- Stevens Point, Stany Zjednoczone